# 行政改革実行本部
行政改革実行本部（ぎょうせいかいかくじっこうほんぶ）は、2012年1月の野田第1次改造内閣で設置された機関。2012年12月26日の第2次安倍内閣で廃止された。
閣僚で構成され、本部長は内閣総理大臣、本部長代理は副総理、副本部長は官房長官・財務大臣・総務大臣。内閣府の行政刷新会議事務局や内閣官房の行政改革推進室などを統合し、事務局は内閣官房に置かれた。事務局長は事務担当の官房副長官。「社会保障と税の一体改革」に伴なう国民負担増加に先立って、政府が「身を切る」改革を実行することを謳い、国家公務員人件費抑制、公務員年金の優遇見直しなどを目指した。

## 設置根拠
設置根拠は閣議決定。根拠法として行政改革実行法案が2012年に国会に提出されたが、成立しなかった。

## 国家公務員定数削減
行政改革実行本部は2012年3月に、2013年度の国家公務員新規採用を2009年度比で4割以上削減する方針を決定し、これにより採用数は2009年度比56%減になる予定であった。しかし、政権交代を経た2013年1月に第2次安倍内閣が大幅に方針を見直したために同51%減に緩和され、同年3月には2014年度から抑制を撤廃する方針が第2次安倍内閣により新たに閣議決定された。

## 政府CIO設置
行政改革実行本部とIT戦略本部の決定により2012年8月に政府情報化統括責任者（政府CIO）が設置され、遠藤紘一がその職についた。両本部の本部員は政府CIOに協力するものとされたが、この職に根拠法はなかった。その後政権交代を経て成立した第2次安倍内閣は2013年に内閣法等の一部を改正する法律（政府CIO法）案を提出して成立させ新設の内閣情報通信政策監に遠藤を改めて任命した。

## 国有財産売却
行政改革実行本部は議員宿舎の跡地など国有資産を5000億円以上売却するとする2016年度末までの工程表を2012年8月に決定した。その後政権交代を経て成立した第2次安倍内閣は2013年12月に国会で、この工程表を踏まえた国有資産売却の検討を継続する考えを示した。

## 批評
拓殖大学の保坂榮次は同本部の「国家公務員の雇用と年金の接続に関する基本方針」が定年退職する職員の再任用を進める方針を示したことについて、組織の新陳代謝が遅れる点で問題が生じる可能性を2012年の論文で指摘した。
2012年、同本部の国家公務員新規採用抑制方針について、日本弁護士連合会（会長宇都宮健児）は司法制度に従事する人員が不足する問題を指摘して採用抑制方針の見直しを求め、大学卒業生の就職状況を憂慮する日本私立大学団体連合会は同本部に慎重な対応を求めた。
2012年に同本部が中央省庁の新聞購読部数を削減する方針を示したことに対し、活字離れを助長するなどとして日本新聞協会が撤回を求めた。